# Фрідріх Пауер
Фрідріх «Фріц» Пауер (нім. Friedrich «Fritz» Pauer; 1874 — ?) — німецький військовий чиновник, генерал-штабсінтендант (аналог генерал-лейтенанта) вермахту (1 жовтня 1944). Кавалер Німецького хреста в сріблі.

## Біографія
В 1904 році вступив в Баварську армію. Учасник Першої світової війни. З 2 серпня 1914 року — головний інтендант 1-ї баварської піхотної дивізії, з 16 травня 1915 року — Альпійського корпусу, з 16 липня 1917 року — 11-ї, з 12 вересня 1917 року — 14-ї, з 28 січня 1918 року — 17-ї армії. Після демобілізації армії залишений в рейхсвері.

## Нагороди
- Медаль принца-регента Луїтпольда
- Хрест «За вислугу років» (Баварія)
  - 2-го класу для службовців ландверу
  - 2-го класу для офіцерів (24 роки)
- Залізний хрест 2-го і 1-го класу
- Орден «За військові заслуги» (Баварія)
  - 4-го класу з мечами та військовою відзнакою
  - 3-го класу з мечами
- Орден Франца Йосифа, лицарський і офіцерський хрест з військовою відзнакою
- Почесний хрест ветерана війни з мечами
- Медаль «За вислугу років у Вермахті» 4-го, 3-го, 2-го, 1-го і особливого класу (40 років)
- Медаль «У пам'ять 13 березня 1938 року»
- Медаль «За Атлантичний вал»
- Хрест Воєнних заслуг 2-го і 1-го класу з мечами
- Німецький хрест в сріблі (27 жовтня 1944) — як генерал-інтендант і начальник відділу Управління продовольства сухопутних військ[2].